# Otto Bollinger
Otto Ritter von Bollinger (2 d'abril de 1843 a Altenkirchen, Palatinat bavarès, Regne de Baviera (actual land de Renània-Palatinat); † 13 d'agost de 1909 a Múnic) fou un anatomista i patòleg alemany.
El 1868 va obtenir el seu doctorat a Berlín i dos anys més tard va rebre la seva habilitació. Va impartir classes a la Tierärtzliche Hochschule de Zúric, i en 1874 es va convertir en professor associat a la Tierarzneischule de Múnic. En 1880 ell va succeir Ludwig von Buhl (1816-1880) com a professor de patologia general i anatomia patològica a la Universitat de Múnic.
Bollinger tenia una àmplia experiència en medicina veterinària, i era conegut pels seus estudis sobre la ràbia en l'època anterior al descobriment de la vacuna antiràbica.
El 1877 va descriure l'agent etiològic de l'actinomicosi bovina ("mandíbula inflada"), un organisme que ara es coneix com a Actinomyces bovis.Se li atribueix la descripció dels cossos d'inclusió que es troben als teixits cel·lulars a la verola aviària. Aquests cossos contenen el virus de la verola aviària, i ara es coneixen com a "cossos de Bollinger". El seu nom també s'associa amb els "grànuls de Bollinger", definits com a petits grànuls de color blanc groguenc que s'agrupen, contenen micrococcus, i es veuen en el teixit granular de la botriomicosi.
En 1891, Bollinger proporcionà una descripció primerenca d'un apoplexia traumàtica retardada, que va anomenar "traumatische Spät-Apoplexie". Avui dia aquesta afecció es denomina "hematoma intracerebral amb retard traumàtic". La seva recerca es va basar en quatre pacients que van patir una lesió al cap, en els quals la mort es va produir dies o setmanes després d'un atac d'apoplexia.